# Дзівнув (гміна)
Гміна Дзівнув (пол. Gmina Dziwnów) — місько-сільська гміна у північно-західній Польщі. Належить до Каменського повіту Західнопоморського воєводства.
Станом на 31 грудня 2011 у гміні проживало 4112 осіб.

## Територія
Згідно з даними за 2007 рік площа гміни становила 37.91 км², у тому числі:
- орні землі: 15.00%
- ліси: 22.00%

Таким чином, площа гміни становить 3.77% площі повіту.

## Населення
Станом на 31 грудня 2011:
| Опис     | Загалом | Загалом | Чоловіки | Чоловіки | Жінки | Жінки |
| -------- | ------- | ------- | -------- | -------- | ----- | ----- |
| одиниця  | осіб    | %       | осіб     | %        | осіб  | %     |
| все      | 4112    | 100     | 2015     | 49.00    | 2097  | 51.00 |
| міське   | 2846    | 100     | 1392     | 48.91    | 1454  | 51.09 |
| сільське | 1266    | 100     | 623      | 49.21    | 643   | 50.79 |

## Сусідні гміни
Гміна Дзівнув межує з такими гмінами: Волін, Камень-Поморський, Реваль, Свежно.